# Ingvar Bengtsson (Leichtathlet)

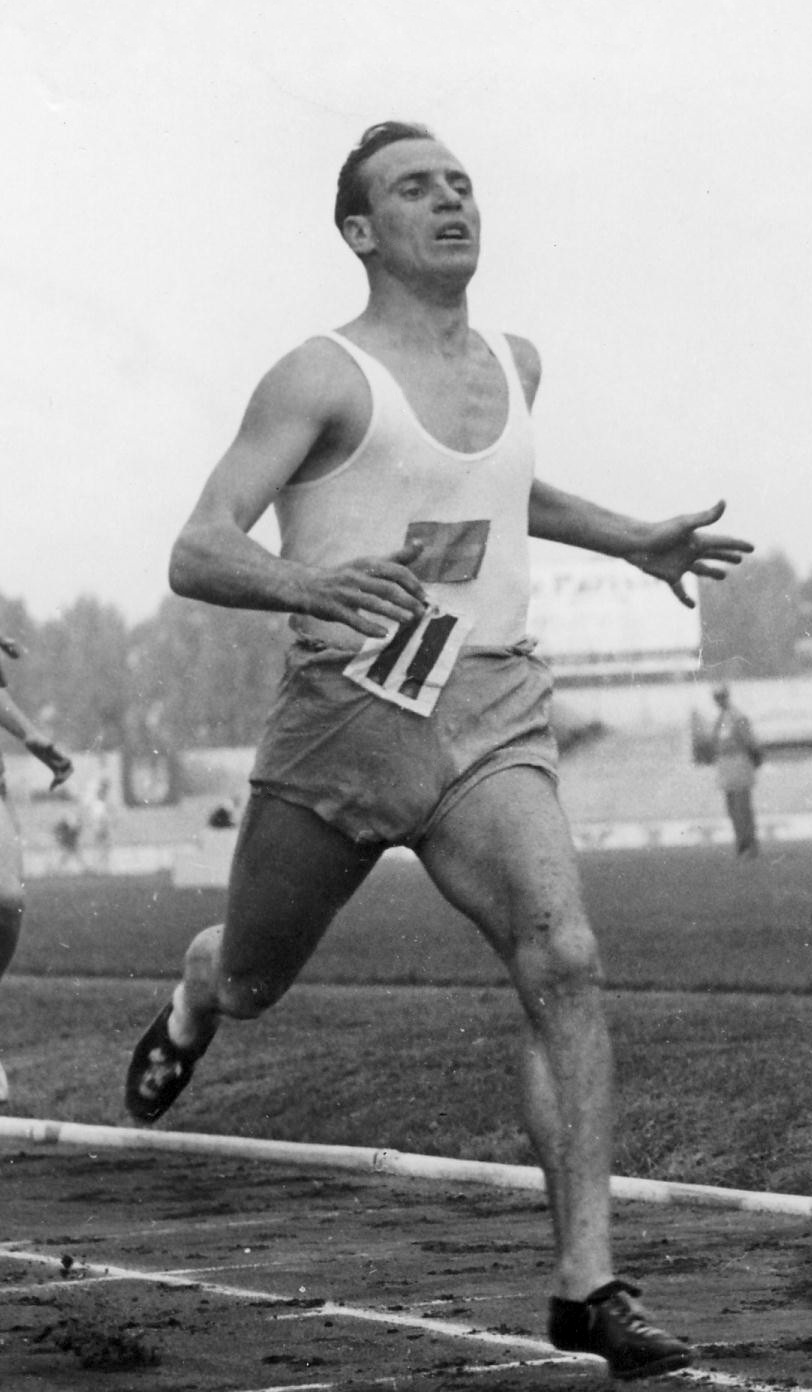
Ingvar Bengtsson, 1949

Ingvar Bengtsson (Bengt Rolf Ingvar Bengtsson; * 10. April 1922 in Obbola; † 6. April 2001 in Söderhamn) war ein schwedischer Mittelstreckenläufer, der sich auf die 800-Meter-Distanz spezialisiert hatte.
Bei den Olympischen Spielen 1948 in London wurde er Fünfter und bei den Leichtathletik-Europameisterschaften 1950 in Brüssel Vierter.
Von 1948 bis 1950 wurde er dreimal in Folge Schwedischer Meister. Seine persönliche Bestzeit von 1:49,4 min stellte er am 21. Juli 1948 in Gävle auf.